# Tratado de Trianón

Representación de las fronteras del Reino de Hungría o «Transleitania» (en anaranjado) y Cisleitania (en amarillo) dentro del Imperio austrohúngaro junto a las fronteras surgidas tras la disolución de dicho imperio.

El Tratado de Trianón, muchas veces conocido como dictado de paz de Trianón en Hungría, se preparó en la Conferencia de Paz de París y fue firmado por una parte por Hungría y, por otra, por las Potencias Aliadas y Asociadas, en el castillo del Gran Trianón de Versalles el 4 de junio de 1920. El acuerdo terminó formalmente el estado de guerra emitido a partir de la Primera Guerra Mundial entre la mayoría de los Aliados. El tratado es famoso principalmente por los cambios territoriales introducidos en Hungría y el reconocimiento de sus nuevas fronteras internacionales después de la Primera Guerra Mundial.
Hungría, como parte del Imperio austrohúngaro, había estado involucrada en la Primera Guerra Mundial desde agosto de 1914. Tras la firma de armisticios con la Entente por parte de sus aliados (Bulgaria y posteriormente Turquía), la élite política de Budapest también optó por poner fin a la guerra. El 31 de octubre de 1918, el gobierno de Budapest declaró la independencia de Hungría de Austria e inmediatamente inició conversaciones de paz con los Aliados. A pesar del fin de las hostilidades, los aliados de la Entente —vecinos de Hungría—, Checoslovaquia (que acababa de declarar su independencia el 28 de octubre de 1918), Rumania y Yugoslavia, sometieron a Hungría a un bloqueo económico. Privaron a Hungría de importar alimentos, combustible (carbón y gasolina) y otros bienes importantes. En un intento por aliviar la crisis económica, los sucesivos gobiernos húngaros suplicaron a la Entente que levantara el bloqueo y restableciera el comercio regional. Las primeras conversaciones de paz culminaron en un armisticio en Belgrado el 13 de noviembre de 1918: Hungría se comprometió a desmovilizar su ejército y concedió a los Aliados el derecho a ocupar el sur (Voivodina y Croacia) y el este de Hungría (sur de Transilvania) hasta la firma de un tratado de paz. En diciembre de 1918, Budapest permitió a las tropas checoslovacas ocupar también el norte de Hungría (Eslovaquia). A cambio, Budapest esperaba reabrir el comercio exterior y suministrar carbón.
Para ampliar sus zonas de ocupación en Hungría, Rumanía y Checoslovaquia avanzaron sus ejércitos hacia el interior del país en abril de 1919, lo que provocó la reanudación de las hostilidades entre estos tres países. En junio de 1919, las potencias de la Entente ordenaron a Budapest, Praga y Bucarest que cesaran los combates y aceptaran nuevas líneas de demarcación que quedarían garantizadas como las futuras fronteras de Hungría. A pesar de los éxitos militares temporales contra los checos, Budapest aceptó la oferta y retiró su ejército tras la línea de demarcación. Bucarest, sin embargo, ignoró la orden de la Entente y continuó su ofensiva. A principios de agosto de 1919, el ejército rumano entró en Budapest y se instaló en Hungría un nuevo gobierno prorrumano. Esto marcó el fin de las hostilidades entre húngaros y rumanos.
Sin embargo, la Entente presionó a los rumanos para que abandonaran Budapest en noviembre de 1919 y orquestó la formación de un nuevo gobierno de coalición húngaro. El nuevo gabinete fue invitado a la Conferencia de Paz de París. En enero de 1920, recibió la propuesta aliada de un tratado de paz. El tratado estipulaba la legalización de las líneas de demarcación del 13 de junio de 1919 como nuevas fronteras y garantizaba el fin del bloqueo y el restablecimiento del libre comercio entre las antiguas tierras de los Habsburgo y la importación de carbón a Hungría. El gobierno de Budapest y el Parlamento húngaro (inaugurado en febrero de 1920) aceptaron los términos de la paz. Si bien celebraron el restablecimiento de la paz y el comercio, protestaron formalmente contra la cesión de sus antiguos territorios sin plebiscitos. El tratado de paz se firmó el 4 de junio de 1920, fue ratificado por Hungría el 16 de noviembre de 1920 y entró en vigor el 26 de julio de 1921.
La Hungría posterior a 1920 se convirtió en un Estado sin litoral que incluía 93 073 kilómetros cuadrados (35 936 mi²), 28% de los 325 411 kilómetros cuadrados (125 641,3 mi²) que habían constituido el Reino de Hungría de preguerra (la mitad húngara de la monarquía austrohúngara). El reino tenía una población de 7,6 millones, un 36 % en comparación con los 20,9 millones del reino de preguerra. Aunque en las zonas asignadas a los países vecinos había una mayoría de no húngaros, en ellas vivían 3,3 millones de húngaros (el 31% de los húngaros) que pasaron a ser minorías. El tratado limitó el ejército húngaro a 35.000 oficiales y soldados, y la Armada austrohúngara dejó de existir. Estas decisiones y sus consecuencias han generado un profundo resentimiento en Hungría desde entonces.
Los principales beneficiarios fueron el Reino de Rumania, la República Checoslovaca, el Reino de los Serbios, Croatas y Eslovenos (posteriormente Yugoslavia) y la Primera República de Austria. Pero también condujo al reconocimiento internacional de Hungría y su soberanía. El tratado canceló el armisticio de Belgrado, que otorgaba a las potencias aliadas el derecho a ocupar Hungría. El tratado también otorgó a los ciudadanos húngaros en el extranjero el derecho a proteger sus bienes contra la nacionalización. Y lo que es más importante, garantizó el libre comercio entre Hungría, Austria y Checoslovaquia (durante cinco años) y obligó a Checoslovaquia y Polonia a suministrar carbón a Hungría en una cantidad razonable. Uno de los elementos principales del tratado fue la doctrina de la "autodeterminación de los pueblos", y fue un intento de otorgar a los no húngaros sus propios Estados nacionales. Además, Hungría tuvo que pagar reparaciones de guerra a sus vecinos.

## Condiciones del Tratado

### Fronteras de Hungría

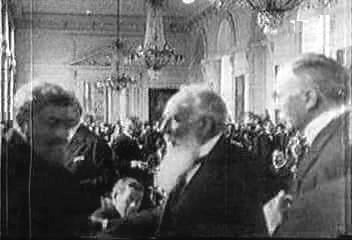
El jefe de la delegación húngara en París, conde Albert Apponyi (en el medio)

Hungría dejó su alianza con Austria el 16 de noviembre de 1918. Las fronteras temporales «de facto» de Hungría fueron las mismas que las trazadas por las líneas del armisticio de noviembre de 1918. En comparación con el antiguo Reino de Hungría, esas fronteras no incluían:
- Parte de Transilvania, al sur del río Maros (en rumano: Mureş) y al este del río Szamos (río Someş), que pasó a Rumanía (conforme al cese de hostilidades de Belgrado, firmado el 13 de noviembre de 1918[15]). El 1 de diciembre de 1918, la Asamblea Nacional de los Rumanos de Transilvania votó la unificación de Transilvania con el Reino de Rumanía.

- Croacia-Eslavonia, Voivodina y Bosnia y Herzegovina, que se unieron en el recién establecido Reino de los Serbios, Croatas y Eslovenos, junto con las ciudades de Pécs, Mohács, Baja y Szigetvár (conforme al mismo cese de hostilidades); desde el reconocimiento internacional del Reino de los Serbios, Croatas y Eslovenos en 1919, esa fue la frontera oficial hasta la firma del Tratado de Trianón.

- Eslovaquia, que llegó a ser parte de Checoslovaquia (statu quo de las legiones checoslovacas aceptado por la Triple Entente el 25 de noviembre de 1918).

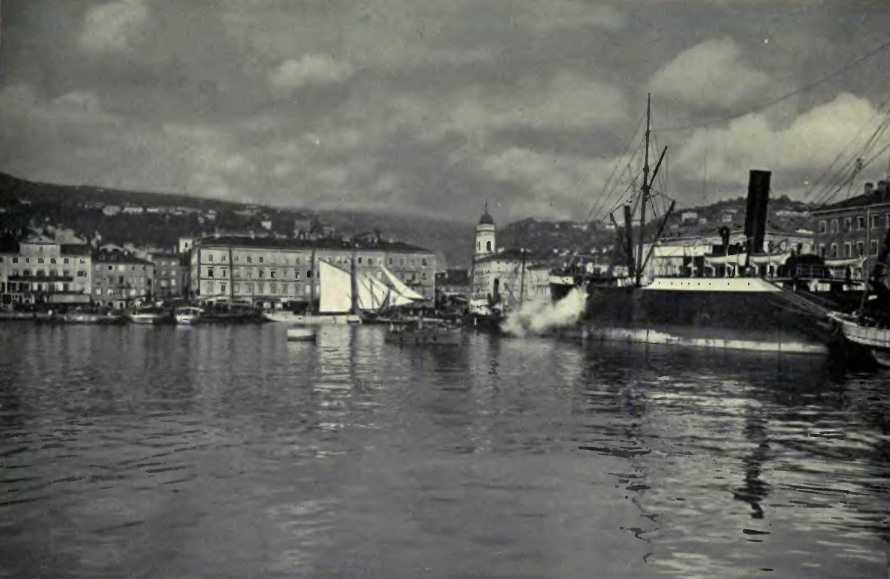
Fiume, perdido en el tratado de paz, el único puerto húngaro.

- La ciudad de Rijeka (del italiano: Fiume), que llegó a ser una fuente de disputas entre el Reino de Italia y el Reino de los Serbios, Croatas y Eslovenos.

La Triple Entente pidió a Hungría que reconociera los nuevos territorios pertenecientes a Rumanía, a través de una línea trazada a lo largo del río Tisza. Sin la posibilidad de rechazar esos términos, pero tampoco queriendo aceptarlos, los líderes de la Primera República Húngara dimitieron y los comunistas llegaron al poder. Se formó la República Soviética Húngara y se organizó rápidamente un Ejército Rojo Húngaro. Ese Ejército tuvo, en un principio, éxito contra las legiones checoslovacas y llegó cerca de la antigua frontera de Galitzia (polaca), separando de esa manera a las tropas checoslovacas de las fuerzas rumanas. El 1 de julio de 1919 se firmó el cese de hostilidades entre el Ejército Rojo y las tropas checoslovacas, mientras que las tropas rumanas cruzaron el río Tisza, derrotaron al Ejército Rojo húngaro y ocuparon Budapest el 4 de agosto de 1919.

El reparto de la Hungría austrohúngara: 1.-Checoslovaquia; 2.-Hungría (independiente); 3.-Rumanía; 4.-Yugoslavia (Reino de los Serbios, Croatas y Eslovenos); 5.-Austria

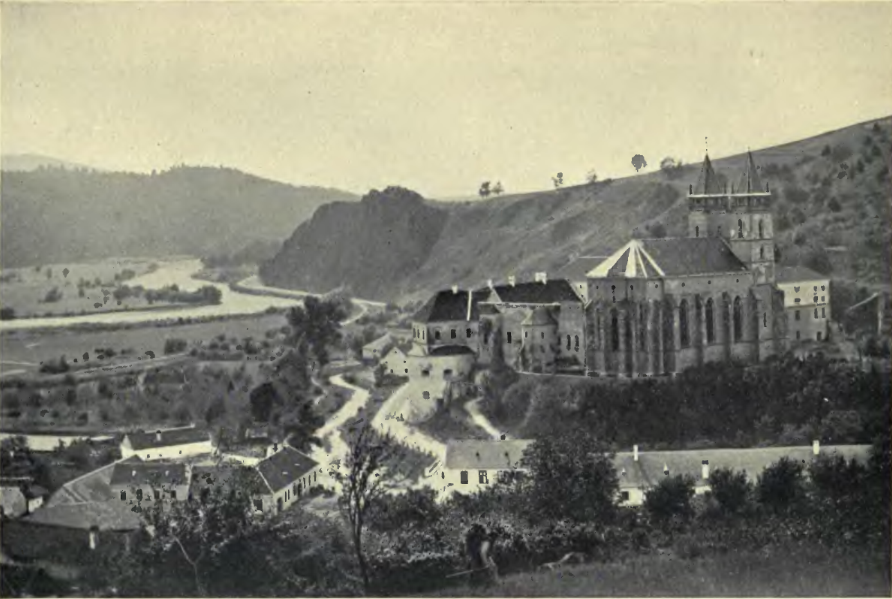
El valle de Garam (Hron), checoslovaco desde el Tratado.

El Estado húngaro fue restablecido por la Triple Entente, quien ayudó al almirante Horthy a llegar al poder, en el mes de noviembre de 1919. En diciembre de 1919, una delegación húngara fue invitada a la Conferencia de Paz de Versailles. Las condiciones expuestas en el tratado habían sido aprobadas por los vencedores el 26 de febrero de 1919, pero solo se presentaron a la delegación húngara un año más tarde, el 16 de enero de 1920. Las protestas del Gobierno magiar de Karoly Huszár fueron presentadas el 10 de febrero e incluían la petición de plebiscitos en las zonas que debían ser cedidas a los países vecinos y el rechazo a la asunción de que las minorías deseaban separarse de Hungría. Las alegaciones húngaras fueron rechazadas el 6 de mayo, indicándose a sus representantes que la redacción del tratado se consideraba definitiva. Contrario a aceptar las condiciones exigidas, el Gobierno de Huszár dimitió poco después, el 14 de marzo.
Las fronteras definitivas de Hungría fueron fijadas por el Tratado de Trianón, firmado el 4 de junio de 1920, que dejaban fuera del país a casi 3 millones de magiares (mayoritarios en muchos distritos y municipios fronterizos). Además de los territorios mencionados anteriormente, Hungría perdió otros territorios ocupados como parte del Imperio austrohúngaro:
- El resto de Transilvania, que pasó a Rumanía.
- Rutenia, que pasó a Checoslovaquia, conforme al Tratado de Saint-Germain de 1919.
- La mayor parte de Burgenland, que llegó a ser parte del nuevo Estado de Austria, también conforme al Tratado de Saint-Germain; el distrito de Sopron optó por quedarse como parte de Hungría después de un plebiscito organizado en diciembre de 1921.
- Međimurje y Prekmurje, que llegaron a ser parte del Reino de los Serbios, Croatas y Eslovenos.

Conforme al Tratado de Trianón, las ciudades de Pécs, Mohács, Baja y Szigetvár, temporalmente bajo administración yugoslava, pasaron a Hungría. Un comité asignó pequeñas partes del norte de los antiguos distritos Árva y Szepes a Polonia, puesto que ahí vivía una mayoría de población polaca. 
En total, de un territorio en vísperas de la guerra mundial de 325 000 kilómetros cuadrados, el nuevo Estado independiente sólo conservaba 93 036, mientras que Rumanía obtuvo 103 093, Checoslovaquia 61 633, Yugoslavia 63 092 e Italia, Austria y Polonia porciones menores.

### Pérdidas de población
Respecto a las antiguas fronteras austrohúngaras, el nuevo Reino de Hungría, restaurado tras la contrarrevolución encabezada por el antiguo almirante austrohúngaro Miklós Horthy, perdió el 63,5 % de su población, incluyendo a un millón de magiares incorporados a Checoslovaquia, 1,7 millones a Rumania y 500 000 a Yugoslavia. De los 9 945 000 habitantes de lengua magiar, más de 3 000 000 quedaron en los países vecinos. Las asignaciones de población se realizaron sin consultar a esta, asumiéndose que las minorías deseaban separarse de Hungría.

### Pérdidas económicas
Hungría perdió la totalidad de sus minas de oro, plata, mercurio, cobre y sal, así como la mitad de sus minas de carbón y todas menos una de las de hierro. Si antes de la guerra Hungría casi no importaba materias primas, tras la contienda tuvo que importar la mayoría.

Pérdidas económicas húngaras, situación anterior y posterior a Trianon (1913)
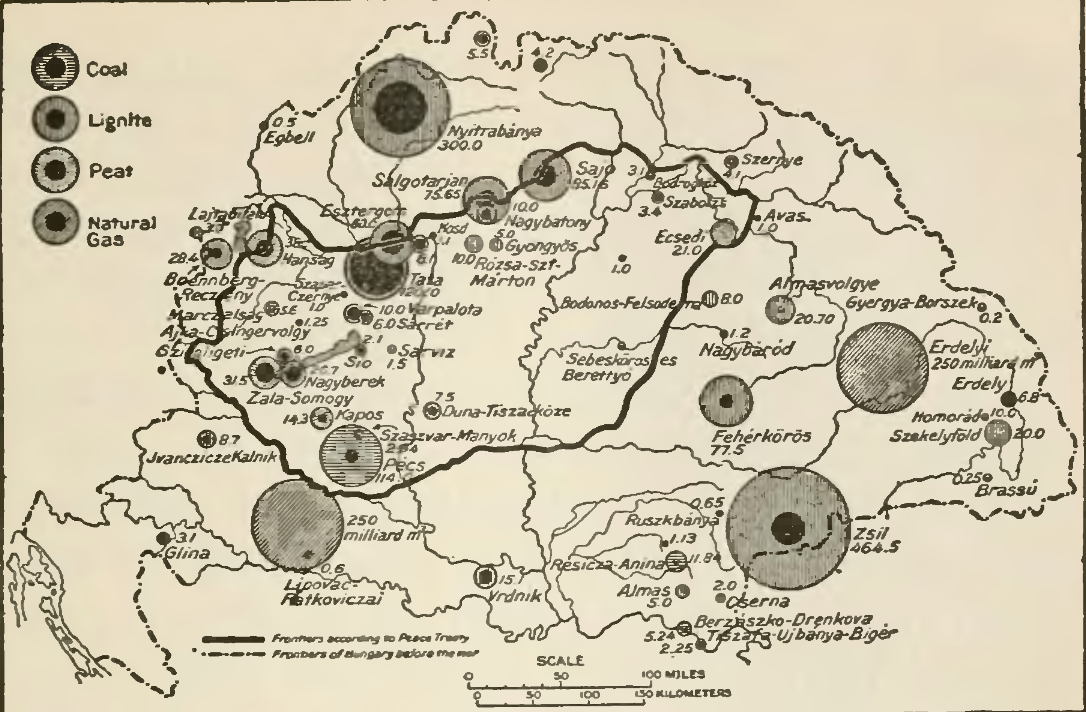
Combustibles minerales.
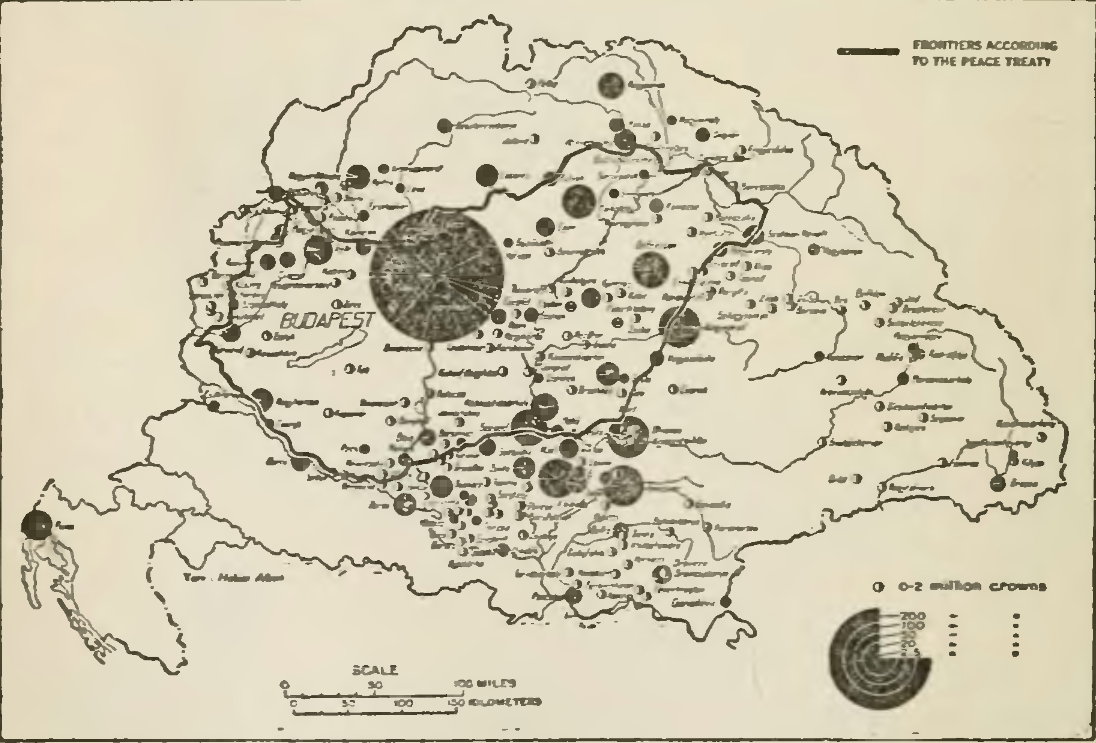
Molinos harineros.
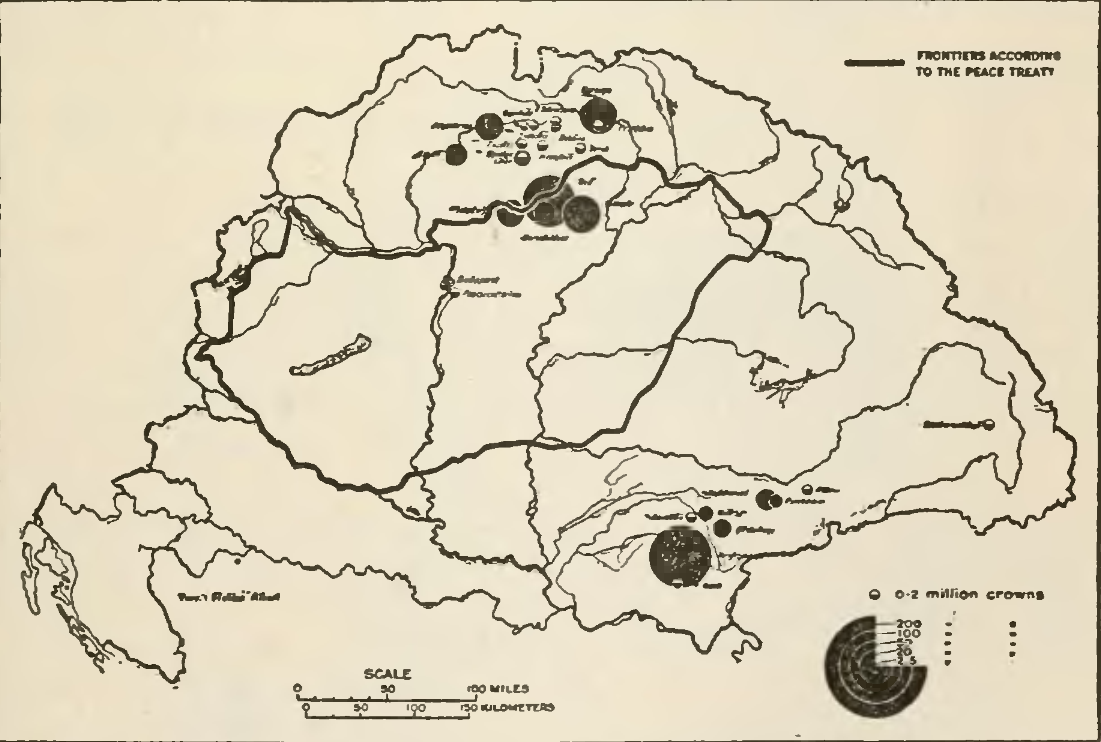
Acerías.
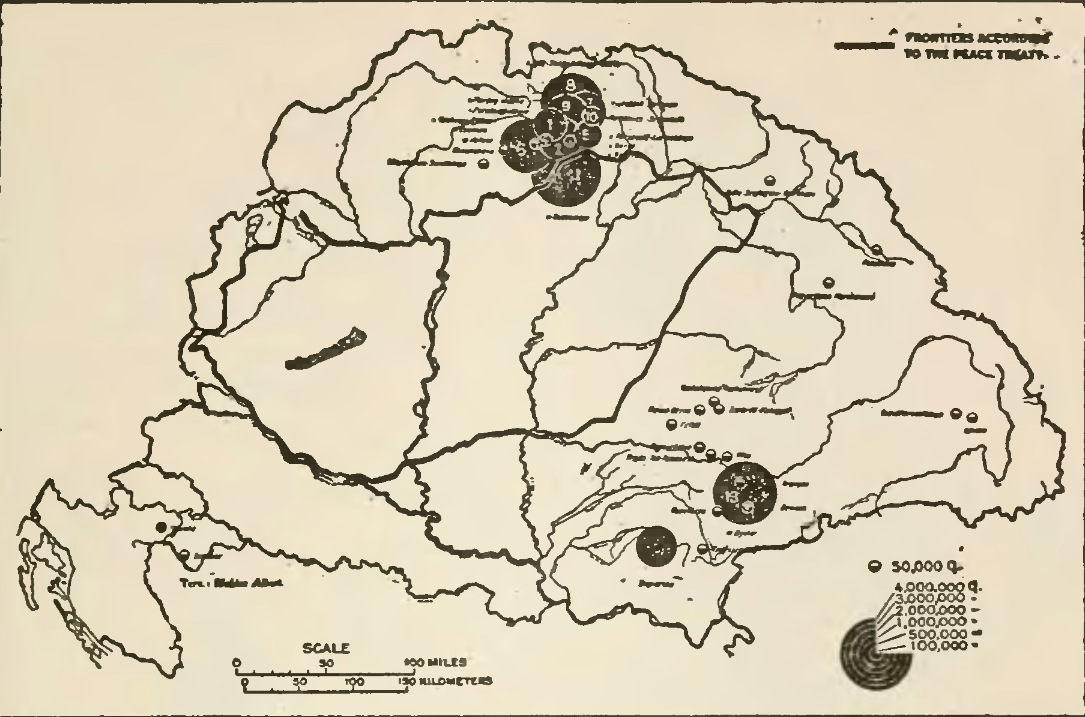
Minas de hierro.
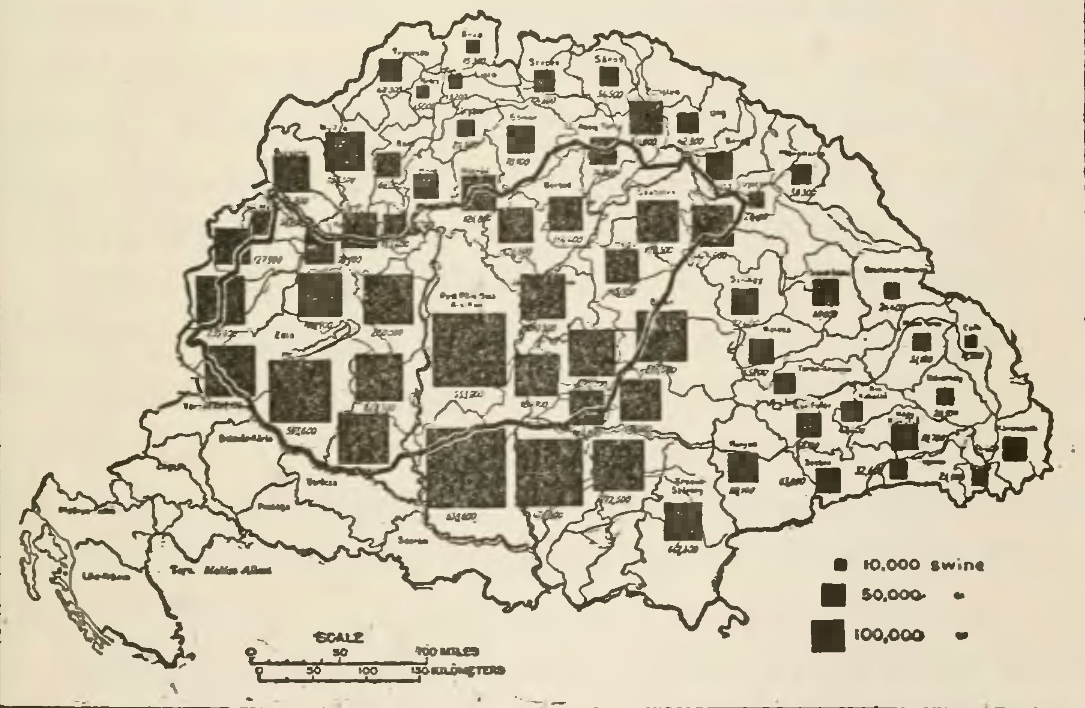
Producción de porcino (1917).
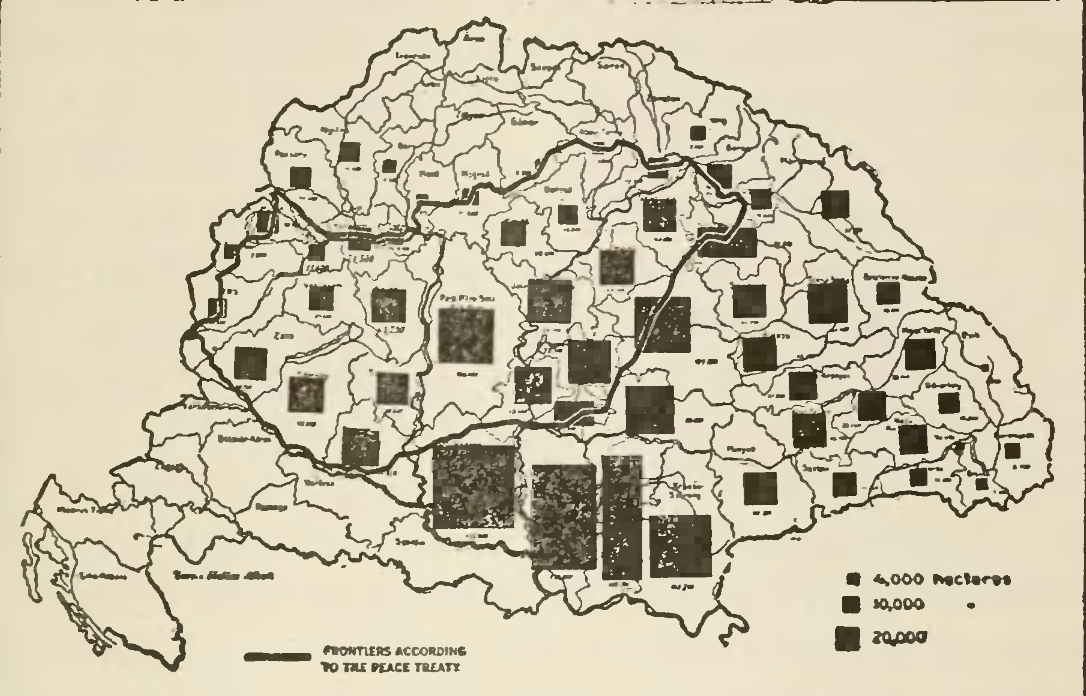
Producción de maíz para alimentación de ganado.
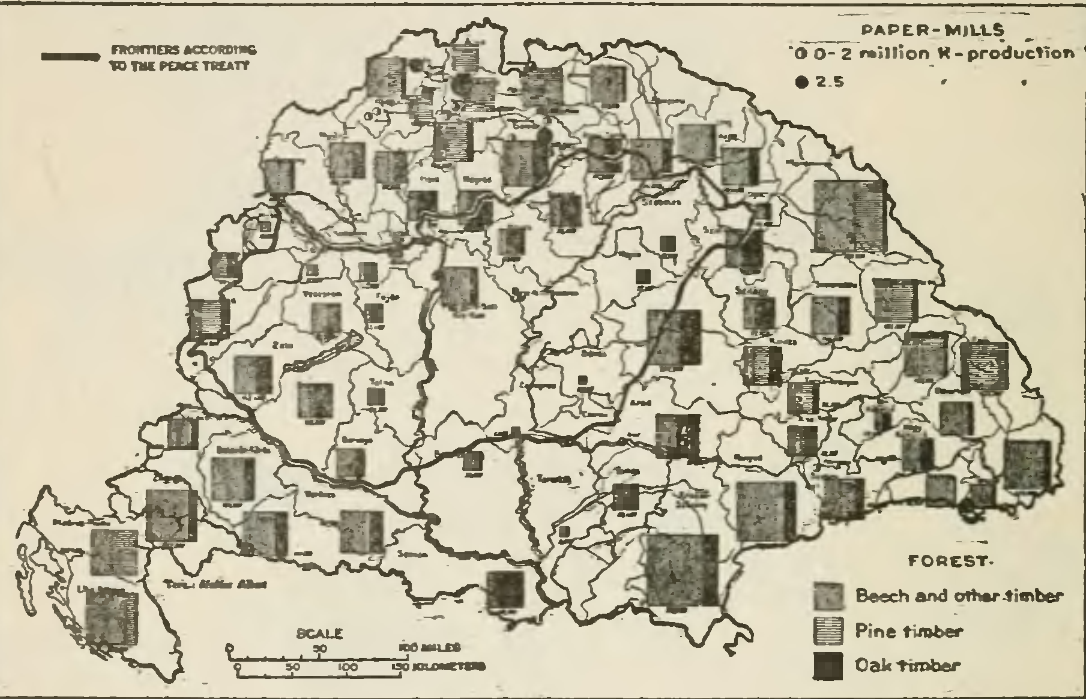
Producción maderera.
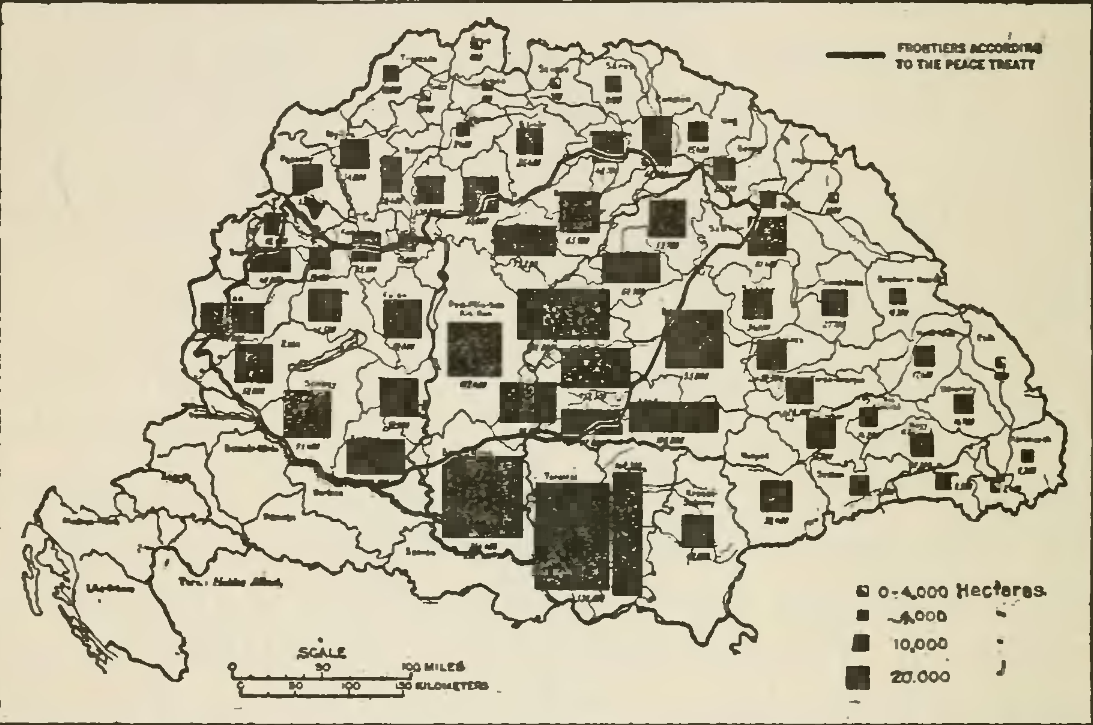
Producción de trigo.

### Estadísticas demográficas
Demografía
Según el censo de 1910, el grupo étnico más grande en el Reino de Hungría eran los húngaros, aproximadamente el 48 % de toda la población (el 54 % de la población del territorio a que se refiere como "Hungría adecuada", es decir, con exclusión de Croacia-Eslavonia). El Reino de Hungría no fue un Estado-nación al igual que muchos países de la Europa occidental.
Algunos demógrafos consideran que el censo de 1910 exageró el porcentaje de la población húngara, señalando la diferencia entre un crecimiento improbablemente alto del número de húngaros y la disminución de otras nacionalidades en el reino en el siglo XIX. También argumentan que los resultados fueron diferentes en los censos anteriores del Reino y los censos posteriores en los nuevos Estados. Otro problema con la interpretación de los resultados del censo es que el censo de 1910 no registró el origen étnico de los encuestados, sino sólo el idioma (si se trataba de "lengua materna" o "la mayoría del lenguaje hablado con frecuencia") y la religión, por lo que presentaron cifras del censo de las minorías étnicas en el Reino de Hungría, que son en realidad el número de hablantes de lenguas diferentes, que pueden no corresponder exactamente a la composición étnica.
A pesar de que en los territorios del antiguo Reino de Hungría, que fueron asignados por el tratado a los países vecinos en total, había una mayoría de la población no húngara, que también se incluyen las zonas de mayoría húngara (incluso las zonas más húngaras del 80 - 90 %) e importantes minorías húngaras, que suman 3.318.000 en total. Después del tratado, el porcentaje y el número absoluto de todas las nacionalidades de Hungría disminuyó en las siguientes décadas. Las razones principales de este proceso fueron la asimilación espontánea, así como la política de eslovaquización, rumanización y serbianización de los Estados. Después de la Segunda Guerra Mundial, el gobierno checoslovaco con los decretos de Benes procedió por la fuerza al "traslado de poblaciones" (deportación) en 1945 - 1947 de unos 2,6 millones de antiguos ciudadanos checoslovacos de etnia alemana y húngara a Alemania, Austria y Hungría.
Según un censo realizado en 1910, la población en los territorios del Imperio austrohúngaro administrados por Hungría se estructuraba de la siguiente manera:
- En Eslovaquia: 1.687.977 eslovacos y 1.233.454 de otra nacionalidad (húngaros: 884.000 (30 %), también alemanes, ucranianos, rutenos y gitanos).
- En Rutenia: 330.010 rutenos (ucranianos) y 275.932 de otra nacionalidad (húngaros: 183.000 y también alemanes, rumanos y eslovacos)
- En Transilvania: 2.829.454 rumanos y 2.428.013 de otra nacionalidad (húngaros: 1.662.000 (32 %) y alemanes)
- En Voivodina y Croacia-Eslavonia: 2.756.000 serbo-croatas y 1.366.000 de otra nacionalidad (la mayoría húngaros, alemanes y rumanos)
- En Burgenland: 217.072 alemanes y 69.858 de otra nacionalidad (la mayoría croatas y húngaros).

### Otras cláusulas
Hungría se comprometió al rubricar el tratado a pagar una cantidad no estipulada en concepto de indemnizaciones de guerra.
El Ejército Húngaro, al que se prohibía formarse mediante levas, quedaba limitado a 35 000 hombres, soldados profesionales. Se prohibía al país la fabricación de artillería pesada, tanques y aviones, tanto de uso civil como militar.

## Consecuencias
El tratado dificultó la recuperación económica húngara y llevó a que la política del país en el periodo de entreguerras se centrase en intentar lograr la revisión del tratado.